# عبد الكريم صحابو
عبد الكريم صحابو، هو موسيقي تونسي. درّس صحابو الموسيقى بالمعهد الثانوي بقرمبالية وفي المعهد العالي للموسيقى بتونس وفي 1993 افتتح معهدا موسيقيا خاصا يحمل اسمه في وسط العاصمة. اشتهر صحابو منذ السبعينات ثم خصوصا في الثمانينات من خلال تلحينه لعدة أغاني ناجحة مثل «همس الموج» مع منية البجاوي و«شمس النهار» مع نجاة عطية و«غدّار» مع الشاذلي الحاجي و«ياناس ماتلوموا قلبي» مع عبد الوهاب الحناشي. غنى صحابو كذلك لنفسه واعتلى ركح قرطاج لأول مرة في 6 جويلية 1987  كما عمل لفترة في الفرقة العربية لمدينة تونس تحت إشراف محمد القرفي، وفي عام 2001 كلف برئاسة مهرجان الأغنية التونسية. برز أيضا في عائلته شقيقه عمر صحابو مدير جريدة المغرب.
1. ↑  "عبد الكريم صحابو يفجّر حقائق مثيرة ل «الشروق»: أمينة فاخت لا تملك المفتاح السحري لعودتي للساحة الفنية"، جريدة الشروق في 18 جوان 2005 نسخة محفوظة 04 مارس 2016 على موقع واي باك مشين.
2. ↑  "عبد الكريم صحابو: موسيقتنا تحتضر فلننقذها!"، جريدة لوكوتيديان في جوان 2005 نسخة محفوظة 05 أغسطس 2017 على موقع واي باك مشين.